# 阿拉斯加山脈

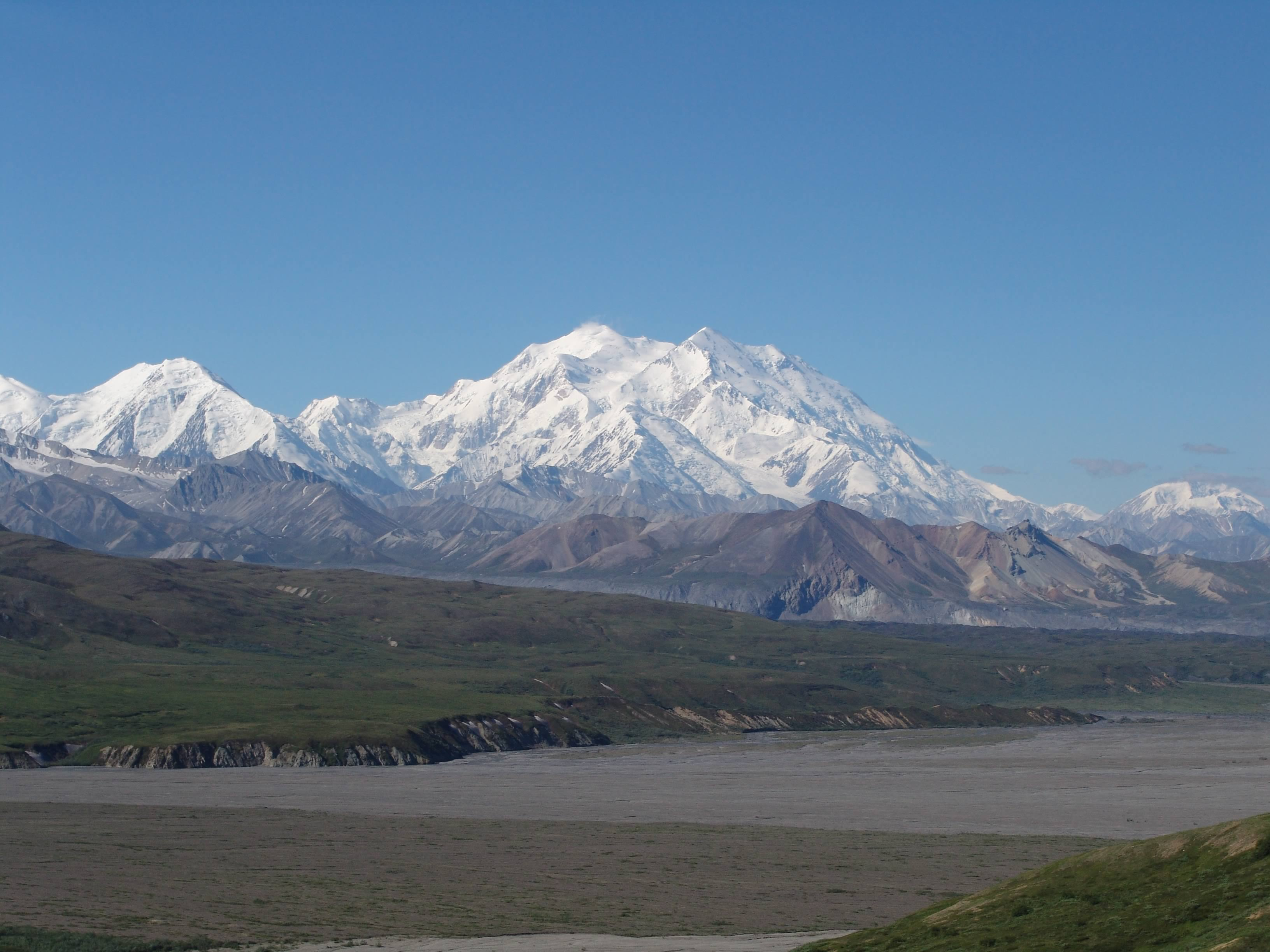
阿拉斯加山脈的最高峰麥金利山

阿拉斯加山脈（英語：Alaska Range）位於美國阿拉斯加中南部，長約650（400英里），從西南端的克拉克湖綿延至東南方的白河。麥金利山是阿拉斯加山脈的最高峰，也是北美洲的最高點。

## 主要山峰
- 麥金利山
- 福克拉山
- 亨特山